# Die Zwölf (Roman)
Die Zwölf (englischer Titel: The Twelve) ist ein Science-Fiction-Horror Roman des US-amerikanischen Schriftstellers Justin Cronin. Die englische Originalversion erschien im Jahr 2012. Die Veröffentlichung der deutschen Übersetzung von Rainer Schmidt im Goldmann Verlag mit dem Titel Die Zwölf fand am 14. Januar 2013 statt. Es ist der zweite Teil einer Trilogie.

## Inhalt
Der zweite Band behandelt im Wesentlichen zwei Zeitabschnitte. 
Zum einen die Erlebnisse verschiedener Personen im Jahr Null (also dem Jahr des Virusausbruchs). Zum anderen greift das Buch die Erzählung 
etwa fünf Jahre (im Jahr 97 n. V.) nach dem Ende des ersten Bandes auf und schildert den Versuch der bereits aus dem ersten Teil bekannten, 
sowie einiger neuer Protagonisten, die verbleibenden Elf der Zwölf zu vernichten.